# Lomos
Lomos en Golem zijn een historische merken van scooters.
De bedrijfsnaam was: Zschopauer Motorenfabrik, J.S. Rasmussen, Zschopau/Sachsen.
De Lomos en Golem-scooters waren een product van DKW, maar werden ook door Eichler in Berlijn geproduceerd. DKW (J.S. Rasmussen) leverde ze van 1922 tot 1924.